# Matteo Brancaleoni
Matteo Brancaleoni (Milán, Italia; 31 de mayo de 1981) es un cantante de jazz, actor y periodista italiano.

## Biografía
Apreciado y muy bien considerado por la gente como Renzo Arbore, Maurizio Costanzo, Fiorello y Michael Bublé con quien hizo un dueto en Roma en el 2007 durante el concierto de Bublé, Matteo Brancaleoni ahora se considera uno de los principales intérpretes italianos de la canción americana. Matteo Brancaleoni es entre los diez cantantes de jazz mejores en la encuesta italiana de 2012, votado por los lectores de la revista "Jazzit". Sus shows en vivo en el prestigioso Jazz Club Blue Note de Milán han producido 5 sorprendentes "Todo Agotado". Durante los años, tuve la suerte de trabajar, entre otros, con músicos de jazz de la talla de: Franco Cerri, Renato Sellani, Gianni Basso y Fabrizio Bosso. A menudo comparada con su ídolo, Frank Sinatra. Fue galardonado en 2008 como Mejor Nuevo Talento en el Festival de Jazz de Elba. Su álbum debut "Just Smile" y su segundo disco "Live In Studio" fueron recibidos con entusiasmo por el público y la crítica nacional e internacional. Su disco "Live in studio" fue por dos semanas, el más vendido álbum de jazz en iTunes y durante seis meses sus actuaciones en vivo fueron listadas en la sección recomendada por Apple. Su nuevo disco "New Life" fue concebido a partir del encuentro con el escritor romano y arreglista musical Nerio Poggi (alias Papik), ya un compañero de escritura para Mario Biondi en sus dos últimos álbumes. Aunque lleno de atmósferas jazz, "New Life" también es una mezcla de 6 grandes clásicos y 5 nuevas canciones originales dispuestas con diferentes estados de ánimo y estilos. Periodista, miembro de IJJA (International Jazz Journalist Association), la FIP (Federación Internacional de Periodistas), ((escribió por la revista “Jazz Magazine” y “Millonario”. )) Presidente por dos años del Club Rotaract "Alba Langhe e Roero" (2009-2010) es un miembro del Club Rotary de Alba.

## Discografía
- Just Smile  (Philology) - 2006
- Live in studio  (MBrec) - 2009
- New Life  (Irma Records) - 2012

### Discos en directo
- Live! with Gianpaolo Petrini Big Band (D'Herin Records) - 2012

### Discos independientes
- Merry Merry Christmas  (D'Herin Records) - 2008

### Recopilatorios
- 2006 Un Sanremese a Londra (CSK Multimedia)
- 2007 Il Meglio di Zazzarazzaz (CSK Multimedia)
- 2007 Jazz Magazine (n.49) (Emme K Editore, New Sounds2000)

### Colaboraciones
- 2007 Time After Time, Still In My Heart (album)  (Michela Lombardi, Renato Sellani)(Philology)
- 2007 For All We Know, Moonlight Becomes You (album)  (Michela Lombardi, Renato Sellani)(Philology)
- 2009 Pure Imagination, Enter Eyes (album) (Andrea Celeste, Andrea Pozza)(Zerodieci/Incipit Records)

### DVD
- The Gianpaolo Petrini Big Band - Live from Collegno (Electromantic music) - 2010
- Live! with Gianpaolo Petrini Big Band (D'Herin Records) - 2012